# Ghisalba
Ghisalba – miejscowość i gmina we Włoszech, w regionie Lombardia, w prowincji Bergamo.
Według danych na styczeń 2009 gminę zamieszkiwało 5828 osób przy gęstości zaludnienia 571,4 os./1 km².